# Коул Пратт
Коул Пратт (англ. Cole Pratt, 13 серпня 2002) — канадський плавець.
Учасник Олімпійських Ігор 2020 року.
Призер Чемпіонату світу з плавання серед юніорів 2019 року.